# 3671 Dionysus
För andra betydelser, se Dionysios.
3671 Dionysus eller 1984 KD är en asteroid upptäckt 27 maj 1984 av de båda amerikanska astronomerna Carolyn S. Shoemaker och Eugene M. Shoemaker vid Palomarobservatoriet. Asteroiden har fått sitt namn efter Dionysos inom grekisk mytologi.
Den tillhör asteroidgruppen Apollo.
Asteroiden omloppsbana ligger så nära jordens som 2,8 miljoner kilometer. Så nära passager är dock ovanliga. År 2072 kommer asteroiden att passera 22 miljoner kilometer från jorden och år 2085 4,2 miljoner kilometer bort. Även nära passager med 4 Vesta har förekommit.

## S/1997 (3671) 1
En måne som fått den provisoriska beteckningen S/1997 (3671) 1 upptäcktes i samband med ljuskurvestudier 30 maj-8 juni 1997 av Stefano Mottola, Gerhard Hahn och P. Pravec vid Europeiska sydobservatoriet. Månen är 300 meter i diameter. Omloppsbanan har ett medelavstånd till Dionysus på 3,4 kilometer och en excentricitet på cirka 0,07. Omloppstiden är 27,74 timmar.